# Карас (аніме)
«Карас» (яп. 鴉, англ. Karas, букв. укр. Ворон) — шестисерійний науково-фантастичний OVA-серіал. Створений студією Tatsunoko Production. Перші три серії під назвою «Karas: The Prophecy» вийшли на DVD 24 квітня 2006 року у Великій Британії і 25 квітня в США. Наступні три серії під назвою «Karas: The Revelation» вийшли 22 жовтня 2007 року у Великій Британії і 23 жовтня в США. В Україні 2010 року транслював канал QTV.

## Сюжет
Світи людей і демонів ворогували один з одним з незапам'ятних часів. Так само довго дівчина Юріне і її слуга Карас прагнули підтримувати між ними спокій і порядок. Проте люди остаточно втратили страх перед темрявою. Оскаженілий від людської упертості, Карас зрадив своїм колишнім соратникам, узяв собі ім.’я Еко і повів групу механізованих демонів війною проти людської раси. Тим часом детектив Куре, з відділу паранормальних злочинів, починає розслідування ряд таємничих вбивств, імовірно здійснених якимсь водним монстром; В той же час демон Нуе, що прибув в місто битися з Еко, стикається з цим водним монстром і дізнається, що насправді той змінив зовнішність і видає себе за великого воїна Караса.

## Персонажі
- Карас — броньований воїн, душа людини, яку від'єднали від тіла. Тільки душа, що пережила велике горе може стати Карасом. Може приймати дві подоби: велика, озброєна ракетами, броньована машина та людиноподібний обладунок. Кожен Карас має предмет, що дозволяє їм майже миттєво міняти подобу та може перетворюватися на зброю. Наприклад для Отохи та Еко це кишеньковий годинник з оком замість циферблату, який в бою перетворюється на меч.
- Йосуке Отоха (яп. 乙羽 洋介) — був вибраний новим Карасом після зради Еко. За життя був членом Якудзи. Прославився своєю нечутливістю до болю та майстерність у володінні мечами. В кінці «Karas: The Prophecy» дізнається, що насправді він не помер, а тільки лежить в комі. Як Карас, володіє приголомшливою швидкістю і силою. В бою може переходити в стан берсерку, коли його очі стають червоними та він може своєю катаною знищити все що завгодно. Далі за сюжетом, його очі залишаються червоними постійно.

Сейю: Тосіхіро Вада
- Еко Хошюнін (яп. 鳳春院 廻向) — став Карасом ще в період Едо, але згодом розчарувався в своєму призначенні і вирішив знищити баланс між монстрами та людьми. Вбив всіх Карасів, окрім Отохи. Для здійснення своїх планів, прикликав духів та перетворював їх в своїх помічників — Мікур. Завдяки своїм великим здібностям в науці, Еко знайшов засіб перетворення в форму Караса без допоміжних предметів та навіть свого тіла. Замість однієї ноги має механічний протез.

Сейю: Такахіро Сакурай
- Нуе (яп. 鵺) — демон, що прибув в Японію для знищення Еко. Харчується кров'ю людей. Зброя — два золотих пістолета та гвинтівка. Коли він злий, то перетворюється в свою справжню форму. В формі демона озброєний двома автоматичними кулеметами та магією. Нуе має брата, якого захопив Еко. Еко також хоче захопити Нуе живцем, бо він зі своїм братом можуть служити джерелом енергії. Був вбитий Отохою.

Сейю: Кейдзі Фудзівара
- Нарумі Куре (яп. 呉 鳴海) — молодий поліцейський. Дуже раціоналістичний та не вірить в існування демонів. Напарник Саґісаки.

Сейю: Хірото Торіхата
- Мінору Саґісака (яп. 鷺坂 実) — голова відділу паранормальних злочинів. Вірить в існування демонів. Його дочка єдина вижила після нападу демона на її школу, але крім батька їй ніхто не вірить і тому вона лежить в психіатричній лікарні. Разом з Куре шукає Нуе, тому що вірить, що він причетний до нападів.

Сейю: Тецуо Ґото

## Список епізодів аніме
1. Ouverture
2. Inferno
3. Revive
4. Sacrifice
5. Fantasy
6. True Legend